# Itchy & Scratchy: The Movie
"Itchy & Scratchy: The Movie" (no Brasil, "Comichão e Coçadinha: o Filme") é o sexto episódio da quarta temporada de The Simpsons. Foi ao ar pela primeira vez na Fox Broadcasting Company nos Estados Unidos em 3 de novembro de 1992, foi escrito por John Swartzwelder e contou com a direção de Rich Moore.

## Produção
"Itchy & Scratchy: The Movie", assim como muitos outros episódios temáticos de Itchy & Scratchy, foi escrito por John Swartzwelder, embora o enredo tenha sido originalmente elaborado por Sam Simon. Durante a apresentação do roteiro, o primeiro ato recebeu uma recepção positiva, porém o segundo ato não foi tão bem recebido, o que levou Al Jean a acreditar que o script precisaria passar por uma reescrita. Para o filme fictício de Itchy & Scratchy, Mike Reiss tinha a convicção de que este deveria ser "o mais violento de toda a série", então concebeu uma "sequência ainda mais perturbadora e horrível" que não chegou a ser utilizada na edição final.
Este episódio marcou a estreia de Rich Moore como diretor no estúdio de animação Film Roman. Durante a produção da sequência de Steamboat Itchy, os animadores o apelidaram de "Steamboat Lawsuit". David Silverman mencionou que ficava surpreso por não terem sido processados, já que há uma cena extremamente semelhante a Steamboat Willie neste episódio. A obra também traz consigo a primeira aparição de Bumblebee Man, que é uma parodia de El Chapulín Colorado, personagem criado e interpretado pelo comediante mexicano Roberto Gómez Bolaños.